# رودي كاليو
رودي كاليو (بالإنجليزية: Rudy Kallio) هو مدرب كرة القاعدة ‏ أمريكي، ولد في 14 ديسمبر 1892 في بورتلاند في الولايات المتحدة، وتوفي في 6 أبريل 1979 في نيوبورت في الولايات المتحدة.

## وصلات خارجية
- رودي كاليو على موقع دوري كرة القاعدة الرئيسي (الإنجليزية)
- رودي كاليو على موقعبيزبول رفرنس.كوم (الدوري الرئيسي) (الإنجليزية)
- رودي كاليو على موقع جمعية أبحاث البيسبول الأمريكية (الإنجليزية)
- رودي كاليو على موقع مشجعي الرسوم البيانية (الإنجليزية)